# Scyliorhinus
Scyliorhinus é um gênero de tubarões-gato da família Scyliorhinidae. Esse gênero é organizado por 16 espécies de tubarões.

## Espécies
- Scyliorhinus boa (G.B. Goode e T.H. Hoffman, 1896)
- Scyliorhinus besnardi (Springer & Sadowsky, 1970)
- Scyliorhinus cabofriensis (K.D.A. Soares, U.L. Gomes e M.R. de Carvalho, 2016)
- Scyliorhinus canicula (Linnaeus, 1758)
- Scyliorhinus capensis (J.P. Müller e Henle, 1838)
- Scyliorhinus cervigoni (Maurin e Bonnet, 1970)
- Scyliorhinus comoroensis (L.J.V. Compagno, 1988)
- Scyliorhinus garmani (Fowler, 1934)
- Scyliorhinus haeckelii (Alípio de Miranda-Ribeiro, 1907)
- Scyliorhinus hesperius (Springer, 1966)
- Scyliorhinus meadi (Springer, 1966)
- Scyliorhinus retifer (Garman, 1881)
- Scyliorhinus stellaris (Linnaeus, 1758)
- Scyliorhinus tokubee (Shirai, Hagiwara e Nakaya, 1992)
- Scyliorhinus torazame (S. Tanaka, 1908)
- Scyliorhinus torrei (Howell-Rivero, 1936)
- Scyliorhinus ugoi (K.D.A. Soares, Gadig e U.L. Gomes, 2015)